# Type 67
Type 67 je kineski mitraljez opće namjene kalibra 7,62 mm kojeg koristi tamošnja vojska. Oružje dijeli dizajnerske značajke sa sovjetskim PK mitraljezom dok se s tehničke strane radi o hibridu zapadnih i sovjetskih mitraljeza. Type 67 počeo se proizvoditi 1967. godine te je tijekom 20. stoljeća bio u uporabi kineske narodno-oslobodilačke vojske. Od svojeg uvođenja, razvijene su dvije poboljšane inačice - Type 67-1 i Type 67-2.
Type 67 je razvijen kao laganija zamjena za postojeće mitraljeze Type 53 (SG43) i Type 57 (SGM) koji su također koristili kalibar 7,62 mm. Ti modeli su bili poznati po sporom mijenjanju cijevi i poteškoćama pri stavljanju streljiva.

## Korisnici
- NR Kina: kineska narodno-oslobodilačka vojska.
- Bangladeš
- Sjeverna Koreja

## Vanjske poveznice
- China-defense.com - infantry - Type 67 gpmg  Arhivirana inačica izvorne stranice od 20. veljače 2009. (Wayback Machine)
- Modern Firearms  Arhivirana inačica izvorne stranice od 3. listopada 2006. (Wayback Machine)
- Type 67 machine gun (en.Wiki)